# 上訴委員團 (城市規劃)
上訴委員團 (城市規劃)（英語：The Appeal Board Panel (Town Planning)）香港法定機構之一，根據香港法例《城市規劃條例》（第131章）第17A條成立的獨立法定組織。

## 職權範圍
上訴委員會的職權範圍訂明於《城市規劃條例》（第131章）第17B至17C條及《城市規劃(上訴)規例》（第131B章）第3至8條。凡因城市規劃委員會根據第17條所作的決定後60天內，申請人可藉提交上訴通知書予上訴委員團提出上訴。在收到上訴通知書後，上訴委員團主席須提名一個上訴委員會以聆訊上訴，所組成的上訴委員會須由上訴委員團主席或1名副主席主持，並包括委員團其他4名成員。上訴委員會須有包括主席至少3名成員出席聆訊，而有關裁決則須由有份出席每一節聆訊的成員投票通過；假如票數相等，則主席除原有的一票外，再可以投決定票。

## 成員
上訴委員團所有成員均由行政長官委任，目前共有47名成員，包括1名主席及5名副主席，名單如下：
主席
- 蔡源福，SC

副主席
- 陳家殷先生，BBS，JP
- 藍建中先生
- 王鳴峰博士，SC，JP
- 黃旭倫先生，SC，JP
- 甄孟義先生，SC，JP

委員
| - 區佩兒女士 - 陳步青先生 - 陳嘉敏女士 - 陳華娟工程師 - 陳元敬先生 - 鄭家駒先生 - 趙恒美女士 - 趙善德博士 - 周雯玲女士 - 朱靜華博士 - 霍偉棟博士工程師 - 馮通教授，MH - 何志榮教授 - 許振聲先生 - 任文慧女士 | - 江就明先生 - 賴志強教授 - 林勁思女士 - 林光祺先生 - 劉興達先生，JP - 劉文君女士 - 梁志雄先生 - 梁佩瑤女士，JP - 凌潔心女士 - 廖俊豪博士 - 勞敏慈教授工程師，JP - 魏月萍女士 - 王東昇先生，B of H，JP - 龐耀寶先生 - 薛建平先生 | - 鄧國偉先生 - 唐思佩女士 - 謝錦添教授 - 王姿潞女士 - 黃紀怡女士 - 黃健兒先生 - 黃靈新先生，JP - 胡靜媚女士 - 楊志偉先生，MH - 楊紫萼女士 - 余遠聘博士 |

## 撤銷委任
2007年3月8日香港政府發出公告撤銷委任金文傑作為城市規劃上訴委員團成員。根據明報報導，金文傑於律政司轄下法律政策科擔任政府律師，同時亦是公民教育委員會成員，他於2004年獲政府委任成為城市規劃上訴委員團成員，出任逾兩年後後，期間共審理5宗規劃上訴個案，才被揭發漏報公職人員身分，根據《城市規劃條例》，行政長官不得委任規劃委員會成員、公職人員或上訴法庭法官為上訴委員，因此被正式撤回其任命。